# 塔雷斯
塔雷斯，是西班牙加泰罗尼亚莱里达省的一个市镇。 总面积13平方公里，总人口116人（2001年），人口密度9人/平方公里。